# Audan Talghar
Der Audan Talghar (kasachisch Талғар ауданы Talghar audany, russisch Талгарский район Talgarski rajon) ist ein Bezirk im Gebiet Almaty in Kasachstan.

## Bevölkerung
Bei der Volkszählung 1999 hatte der Audan Talghar  Einwohner. Die Volkszählung 2009 ergab für den Bezirk eine Einwohnerzahl von 161.724. Bei der letzten Volkszählung 2021 lebten 228.232 Menschen im Audan Talghar. Die Fortschreibung der Bevölkerungszahl ergab zum 1. Januar 2025 eine Einwohnerzahl von 255.145.
| 78.211                             | 89.543 | 91.545 | 132.692 | 161.724 | 228.232 |
| Anmerkung: Volkszählungsergebnisse |        |        |         |         |         |

## Verwaltungsgliederung
Der Audan Talghar ist in elf ländliche Bezirke (kasachisch Ауылдық округ Auyldyq okrug; russisch Сельский округ Selski okrug) gegliedert (Stand: 2021).
| Ländlicher Kreis | Einwohner | Einwohner | Orte |
| Ländlicher Kreis | 2009      | 2021      | Orte |
| ---------------- | --------- | --------- | --- |
| Alatau           | 12.726    | 15.982    | Almalyq, Altyndän, Amangeldi, Baibulaq, Bereke, Orman, Qysylqairat, Rysqulow, Schymbulaq                 |
| Belbulaq         | 14.905    | 17.867    | Belbulaq, Birlik, Taldybulaq                                                                             |
| Besqainar        | 2.120     | 2.961     | Besqainar, Qotyrbulaq                                                                                    |
| Bessaghasch      | 15.625    | 16.824    | Aqbulaq, Bessaghasch                                                                                     |
| Güldala          | 8.234     | 11.876    | Güldala, Kischi Baisserk, Schanga Quat                                                                   |
| Kengdala         | 10.944    | 22.843    | Aqdala, Aqtas, Jengbekschi, Kengdala                                                                     |
| Nura             | 8.689     | 9.335     | Nura, Östemir, Qaratoghan, Tughanbai                                                                     |
| Panfilow         | 20.321    | 31.447    | Arqabai, Kamenskoje Plato, Panfilowo, Qarabulaq, Qysyltu, Töngkeris, Tüsussai                            |
| Qainar Anm. 1    | 10.054    | 13.521    | Däulet, Dostyq, Jelaman, Jerkin, Köktal, Qainar, Saqtan, Schalqamys, Schangaarna, Schangalyq, Terengqara |
| Talghar          | 45.529    | 63.883    | Talghar                                                                                                  |
| Tusdybastau      | 12.577    | 21.693    | Tusdybastau                                                                                              |